# Peter Nauert
Peter Nauert (* 15. September 1937; † 18. März 2018) war Fußballtorwart im DDR-Fußball. In der Oberliga, der höchsten Fußballklasse des DDR-Fußballverbandes spielte er für die Leipziger Klubs SC Lokomotive, Sportclub und 1. FC Lokomotive sowie für den Halleschen FC Chemie.

## Fußball-Laufbahn
Nauert startete seine Fußball-Laufbahn bei der Leipziger Betriebssportgemeinschaft Motor Gohlis Nord. Mit ihr spielte er zuletzt in der drittklassigen II. DDR-Liga. Im Alter von 21 Jahren wechselte er 1961 zum Oberligisten SC Lok Leipzig als Ersatz für den nach Erfurt gewechselten Torhüter Horst Weigang. Nauerts erste Oberligasaison lief über 39 Spieltage, da das Spieljahr vom Kalenderjahr-Rhythmus auf den Sommer-Frühjahr-Rhythmus umgestellt wurde. Nauert bestritt 19 Oberligapunktspiele und absolvierte im September 1961 ein Länderspiel mit der B-Nationalmannschaft. In der folgenden Saison 1962/63 verdrängte er bereits mit 19 von 26 möglichen Einsätzen den bisherigen Stammtorwart Dieter Sommer.
Anschließend wurde der Leipziger Fußball neu organisiert und mit dem SC Leipzig (SCL) ein neuer Fußballschwerpunkt für die Messestadt geschaffen. Im SCL wurden die vermeintlich besten Spieler der bisherigen Leipziger Oberligisten SC Lok und SC Rotation konzentriert, unter ihnen war auch Torwart Nauert. Die erste Saison des SCL 1963/64 verlief enttäuschend, denn der so genannte „Rest von Leipzig“, die BSG Chemie entpuppte sich als die bessere Leipziger Mannschaft und wurde überraschend DDR-Meister. Für den SC blieb nur der dritte Platz. Nauert beendete seine erste SCL-Saison mit 24 Punktspieleinsätzen. Zur Spielzeit 1964/65 kehrte Weigang nach Leipzig zurück und verdrängte nun seinerseits Nauert als Nummer eins im Tor des SCL, sodass dieser nur noch zu drei Punktspieleinsätzen kam.
Im Sommer 1965 wechselte Nauert daraufhin zum Oberliga-Aufsteiger SC Chemie Halle, der im Laufe der Saison zum Halleschen FC Chemie (HFC) umgewandelt wurde. Dort wurde er von Beginn an in der Oberligamannschaft eingesetzt und stand bis zum Saisonende 1965/66 insgesamt 17-mal im Hallenser Tor. Was sich bereits zum Saisonende abgezeichnet hatte, setzte sich in der Spielzeit 1966/67 fort, Nauert wurde erneut Opfer eines Verdrängungsprozesses. Der neue Trainer Horst Sockoll gab dem früheren Stammtorwart Helmut Wilk wieder den Vorzug. Nauert blieben lediglich vier Oberligaeinsätze.
Nach nur 21 Punktspielen für den HFC in zwei Jahren kehrte Nauert nach Leipzig zurück und schloss sich dem 1966 aus dem SC Leipzig ausgegliederten 1. FC Lokomotive an, wo sein früherer Konkurrent Weigang erneut nach Erfurt gewechselt war. Sein neuer Widerpart war nun der acht Jahre jüngere Ulrich Schulze, den Nauert erst in der Rückrunde der Saison 1966/67 dauerhaft ablösen konnte und damit schließlich zum Saisonende auf 14 Oberligaeinsätze kam. Schulze ging zwar anschließend zum 1. FC Magdeburg, doch Nauert musste sich nun dessen Nachfolger Werner Friese beugen, der ihn mit 19 Oberligaeinsätzen deutlich überflügelte, Nauert spielte 1968/69 nur neunmal in der Oberliga. Am Saisonende musste der 1. FC Lok in die DDR-Liga absteigen. Auch dort hatte Nauert gegen Friese keine Chance und wurde nur in einem Punktspiel eingesetzt.
Lok Leipzig erreichte zwar die sofortige Rückkehr in die Oberliga, doch noch vor der neuen Oberligasaison 1970/71 beendete Nauert knapp 31-jährig seine Laufbahn als Leistungsfußballer. In seinen neun Oberligajahren war er auf 109 Punktspieleinsätze gekommen, von denen er 88 für die Leipziger Klubs absolvierte. In späteren Jahren arbeitete Nauert als Trainer für den 1. FC Lok. In der Saison 1980/81 war er Co-Trainer der Nachwuchs-Oberligamannschaft.
Peter „Pepi“ Nauert verstarb nach langer, schwerer Krankheit am 18. März 2018.